# Ramphia transacta
Ramphia transacta är en fjärilsart som beskrevs av Walker 1858. Ramphia transacta ingår i släktet Ramphia och familjen nattflyn. Inga underarter finns listade.